# Icones et Descriptiones Plantarum Minus Cognitarum
Icones et Descriptiones Plantarum Minus Cognitarum (abreviado Icon. Descr. Pl. Minus Cogn. o Icon. Descr. Pl. (Schreber)) es un libro con ilustraciones y descripciones botánicas que fue escrito por el naturalista alemán, discípulo de Carlos Linneo Johann Christian Daniel von Schreber y publicado en año 1766.